# Neolophonotus attenuatus
Neolophonotus attenuatus là một loài ruồi trong họ Asilidae. Neolophonotus attenuatus được Hull miêu tả năm 1967. Loài này phân bố ở vùng nhiệt đới châu Phi.